# Gheorghe Erhan
Gheorghe Erhan (ur. 1999) – mołdawski zapaśnik walczący w stylu wolnym. 
Zajął dziewiąte miejsce na mistrzostwach Europy w 2025. Trzeci na ME U-23 w 2021 roku.